# 뇌지문 탐지기
뇌지문(腦指紋, Brain fingerprinting)이란 포렌식 수사에서 피조사자의 뇌에 특정한 정보가 저장되어 있는지를 탐지하는 기술을 말한다.

## 역사
뇌지문은 미국의 로렌스 파웰 박사가 개발했다. 1991년 P300이라는 특정 뇌파를 측정해 거짓말이나 범행 관련 여부를 파악할 수 있다고 발표했다. 범행과 관계없는 칼에는 반응이 없다가 범행에 사용된 칼을 보는 순간 뇌에서 무심코 P300 뇌파가 뜬다.
2001년 미국 아이오와주 뇌지문 연구소가 개발한 뇌지문 탐지기는 거짓말 탐지기의 일종인데, 그해 뉴욕타임스 선정 미국내 5대 발명품에 올랐다.

## 탐지장비
피조사자의 두피에 10여개의 미세전극이 내장된 덮개를 씌우고, 뇌에 기억돼 있는 것과 관련된 범죄장면 사진이나 단어 등을 보여주면 특정 뇌파(P300)가 발생한다.

## 대한민국
2004년 서울지방경찰청, 대검찰청 심리분석실에서 뇌지문 탐지기를 도입했다.

## 같이 보기
- 거짓말 탐지기